# Brachymeria magrettii
Brachymeria magrettii är en stekelart som beskrevs av Masi 1929. Brachymeria magrettii ingår i släktet Brachymeria och familjen bredlårsteklar.
Artens utbredningsområde är Madagaskar. Inga underarter finns listade.